# Диалло, Хамиду
Хамиду Диалло (англ. Hamidou Diallo; род. 31 июля  1998 года, Куинс, Нью-Йорк, США) — американский профессиональный баскетболист, в последний раз выступавший за команду НБА «Детройт Пистонс». Играет на позиции атакующего защитника.

## Студенческая карьера

### Кентукки Уайлдкэтс
Хамиду предлагали спортивную стипендию шесть университетов, в числе которых Аризонский университет, Индианский университет, Канзасский университет, Коннектикутский университет, Сиракузский университет, но Диалло выбрал Университет Кентукки. 7 января 2017 года он присоединился к Кентуккийскому университету. Хамиду принимал участие в тренировках, но не сыграл не одной игры в сезоне 2016/2017, так как слишком поздно вступил в вуз. Диалло был одним из игроков, заявившихся на Драфт НБА 2017 года, несмотря на то, что не провёл ни одной игры за университет, но позже снял свою кандидатуру, так как скауты утверждали в своих отчётах, что он не будет выбран ни одной командой в первом раунде драфта.
В сезоне 2017/2018 набирал в среднем 10,0 очков за игру и делал 3,6 подборов.

## Карьера в НБА

### Оклахома-Сити Тандер (2018—2021)
21 июня 2018 года был выбран на драфте НБА под 45-м номером командой «Бруклин Нетс». Права на него были впоследствии переданы «Шарлотт Хорнетс», а затем «Оклахома-Сити Тандер». 19 ноября 2018 года набрал рекордные 18 очков вместе с двумя перехватами, подбором и передачей в матче против «Сакраменто Кингз» (113–117)..
16 февраля 2019 года Диалло победил в конкурсе слэм-данков, набрав 98 очков в первом раунде и 88 в финальном..

### Детройт Пистонс (2021—2023)
13 марта 2021 года Диалло был обменян в «Детройт Пистонс» на Святослава Михайлюка и будущий выбор во втором раунде драфта.
19 августа 2021 года Диалло подписал с «Пистонс» двухлетний контракт на сумму 10,4 миллионов долларов. 
25 марта 2022 года Диалло выбыл из строя до конца сезона 2021/22 с авульсионным переломом указательного пальца левой руки.
29 декабря 2022 года Диалло был дисквалифицирован НБА на одну игру без сохранения заработной платы из-за драки, произошедшей накануне в матче против «Орландо Мэджик». 
6 марта 2023 года во время матча против «Портленд Трэйл Блэйзерс» Диалло получил травму правой лодыжки. На следующий день «Пистонс» объявили, что Диалло получил растяжение связок правой лодыжки 2-й степени и будет повторно обследован через три-четыре недели. Однако на пресс-конференции в тот же день главный тренер «Пистонс» Дуэйн Кейси заявил, что Диалло пропустит остаток сезона 2022/23.
21 октября 2023 года «Вашингтон Уизардс» подписали негарантированный контракт с Диалло и тут же отчислили игрока.

## Международная карьера
В составе молодёжной сборной США выиграл золотую медаль на чемпионате Америки по баскетболу среди юношей 2016 и бронзовую медаль на чемпионате мира по баскетболу среди юношей 2017.

## Статистика

### Статистика в НБА
| Сезон                                                                                    | Команда       | Регулярный сезон | Регулярный сезон | Регулярный сезон | Регулярный сезон | Регулярный сезон | Регулярный сезон | Регулярный сезон | Регулярный сезон | Регулярный сезон | Регулярный сезон | Регулярный сезон | Серия плей-офф | Серия плей-офф | Серия плей-офф | Серия плей-офф | Серия плей-офф | Серия плей-офф | Серия плей-офф | Серия плей-офф | Серия плей-офф | Серия плей-офф | Серия плей-офф |
| Сезон                                                                                    | Команда       | GP               | GS               | MPG              | FG%              | 3P%              | FT%              | RPG              | APG              | SPG              | BPG              | PPG              | GP             | GS             | MPG            | FG%            | 3P%            | FT%            | RPG            | APG            | SPG            | BPG            | PPG            |
| ---------------------------------------------------------------------------------------- | ------------- | ---------------- | ---------------- | ---------------- | ---------------- | ---------------- | ---------------- | ---------------- | ---------------- | ---------------- | ---------------- | ---------------- | -------------- | -------------- | -------------- | -------------- | -------------- | -------------- | -------------- | -------------- | -------------- | -------------- | -------------- |
| 2018/19                                                                                  | Оклахома-Сити | 51               | 3                | 10,3             | 45,5             | 16,7             | 61,0             | 1,9              | 0,3              | 0,4              | 0,2              | 3,7              | Не участвовал  | Не участвовал  | Не участвовал  | Не участвовал  | Не участвовал  | Не участвовал  | Не участвовал  | Не участвовал  | Не участвовал  | Не участвовал  | Не участвовал  |
| 2019/20                                                                                  | Оклахома-Сити | 46               | 3                | 19,5             | 44,6             | 28,1             | 60,3             | 3,6              | 0,8              | 0,8              | 0,2              | 6,9              | 3              | 0              | 8,4            | 36,4           | 20,0           | 57,1           | 2,0            | 0,3            | 0,0            | 0,7            | 4,3            |
| 2020/21                                                                                  | Оклахома-Сити | 32               | 5                | 23,8             | 48,1             | 29,3             | 62,9             | 5,2              | 2,4              | 1,0              | 0,4              | 11,9             | Не участвовал  | Не участвовал  | Не участвовал  | Не участвовал  | Не участвовал  | Не участвовал  | Не участвовал  | Не участвовал  | Не участвовал  | Не участвовал  | Не участвовал  |
| 2020/21                                                                                  | Детройт       | 20               | 4                | 23,3             | 46,8             | 39,0             | 66,2             | 5,4              | 1,2              | 0,5              | 0,6              | 11,2             | Не участвовал  | Не участвовал  | Не участвовал  | Не участвовал  | Не участвовал  | Не участвовал  | Не участвовал  | Не участвовал  | Не участвовал  | Не участвовал  | Не участвовал  |
| 2021/22                                                                                  | Детройт       | 58               | 29               | 21,9             | 49,6             | 24,7             | 65,0             | 4,8              | 1,3              | 1,2              | 0,3              | 11,0             | Не участвовал  | Не участвовал  | Не участвовал  | Не участвовал  | Не участвовал  | Не участвовал  | Не участвовал  | Не участвовал  | Не участвовал  | Не участвовал  | Не участвовал  |
| 2022/23                                                                                  | Детройт       | 56               | 0                | 17,8             | 57,3             | 23,8             | 58,8             | 3,5              | 1,0              | 0,9              | 0,3              | 9,3              | Не участвовал  | Не участвовал  | Не участвовал  | Не участвовал  | Не участвовал  | Не участвовал  | Не участвовал  | Не участвовал  | Не участвовал  | Не участвовал  | Не участвовал  |
|                                                                                          | Всего         | 263              | 44               | 18,7             | 49,5             | 27,4             | 62,3             | 3,8              | 1,1              | 0,8              | 0,3              | 8,6              | 3              | 0              | 8,4            | 36,4           | 20,0           | 57,1           | 2,0            | 0,3            | 0,0            | 0,7            | 4,3            |
| Наведите курсор мыши на аббревиатуры в заголовке таблицы, чтобы прочесть их расшифровку. |               |                  |                  |                  |                  |                  |                  |                  |                  |                  |                  |                  |                |                |                |                |                |                |                |                |                |                |                |

### Статистика в Джи-Лиге
| Сезон                                                                                    | Команда           | Регулярный сезон | Регулярный сезон | Регулярный сезон | Регулярный сезон | Регулярный сезон | Регулярный сезон | Регулярный сезон | Регулярный сезон | Регулярный сезон | Регулярный сезон | Регулярный сезон | Серия плей-офф | Серия плей-офф | Серия плей-офф | Серия плей-офф | Серия плей-офф | Серия плей-офф | Серия плей-офф | Серия плей-офф | Серия плей-офф | Серия плей-офф | Серия плей-офф |
| Сезон                                                                                    | Команда           | GP               | GS               | MPG              | FG%              | 3P%              | FT%              | RPG              | APG              | SPG              | BPG              | PPG              | GP             | GS             | MPG            | FG%            | 3P%            | FT%            | RPG            | APG            | SPG            | BPG            | PPG            |
| ---------------------------------------------------------------------------------------- | ----------------- | ---------------- | ---------------- | ---------------- | ---------------- | ---------------- | ---------------- | ---------------- | ---------------- | ---------------- | ---------------- | ---------------- | -------------- | -------------- | -------------- | -------------- | -------------- | -------------- | -------------- | -------------- | -------------- | -------------- | -------------- |
| 2018/19                                                                                  | Оклахома-Сити Блю | 6                | 6                | 29,5             | 44,3             | 30,4             | 84,6             | 7,3              | 1,7              | 1,8              | 0,8              | 19,2             | Не участвовал  | Не участвовал  | Не участвовал  | Не участвовал  | Не участвовал  | Не участвовал  | Не участвовал  | Не участвовал  | Не участвовал  | Не участвовал  | Не участвовал  |
|                                                                                          | Всего             | 6                | 6                | 29,5             | 44,3             | 30,4             | 84,6             | 7,3              | 1,7              | 1,8              | 0,8              | 19,2             | Не участвовал  | Не участвовал  | Не участвовал  | Не участвовал  | Не участвовал  | Не участвовал  | Не участвовал  | Не участвовал  | Не участвовал  | Не участвовал  | Не участвовал  |
| Наведите курсор мыши на аббревиатуры в заголовке таблицы, чтобы прочесть их расшифровку. |                   |                  |                  |                  |                  |                  |                  |                  |                  |                  |                  |                  |                |                |                |                |                |                |                |                |                |                |                |

### Статистика в колледже
| Сезон                                                                                   | Команда  | GP | GS | MPG  | FG%  | 3P%  | FT%  | RPG | APG | SPG | BPG | PPG  |  |
| --------------------------------------------------------------------------------------- | -------- | -- | -- | ---- | ---- | ---- | ---- | --- | --- | --- | --- | ---- |  |
| 2017/18                                                                                 | Кентукки | 37 | 37 | 24,8 | 42,8 | 33,8 | 61,6 | 3,6 | 1,2 | 0,8 | 0,4 | 10,0 |  |
|                                                                                         | Всего    | 37 | 37 | 24,8 | 42,8 | 33,8 | 61,6 | 3,6 | 1,2 | 0,8 | 0,4 | 10,0 |  |
| Наведите курсор мыши на аббревиатуры в заголовке таблицы, чтобы прочесть их расшифровку |          |    |    |      |      |      |      |     |     |     |     |      |  |